# 4000 Hipparchus
4000 Hipparchus è un asteroide della fascia principale. Scoperto nel 1989, presenta un'orbita caratterizzata da un semiasse maggiore pari a 2,5916712 UA e da un'eccentricità di 0,1123132, inclinata di 2,71306° rispetto all'eclittica.
È dedicato a Ipparco di Nicea, astronomo vissuto nel II secolo a.C.